# Iosif Shomaker
Iosif Shomaker (en ruso: Иосиф Шомакер; 31 de marzo de 1859-17 de julio de 1931) fue un deportista ruso que compitió en vela en la clase 10 Metre. Participó en los Juegos Olímpicos de Estocolmo 1912, obteniendo una medalla de bronce en la clase 10 Metre.

## Palmarés internacional
| Juegos Olímpicos | Juegos Olímpicos   | Juegos Olímpicos  | Juegos Olímpicos |
| Año              | Lugar              | Medalla           | Clase            |
| ---------------- | ------------------ | ----------------- | ---------------- |
| 1912             | Estocolmo (Suecia) | Medalla de bronce | 10 Metre         |